# Валтер Томан
Валтер Томан (на немски: Walter Toman) е австрийски белетрист и психотерапевт.

## Биография
Роден е на 15 март 1920 година във Виена, Австрия. Следва психология във Виенския университет и става доцент, като се вдълбочава в изучаването на психоанализата. През 1946 г. публикува първите си стихотворения. По-късно става професор по клинична психология в университетите Харвард и Брандайс в Бостън, САЩ. През 1964 г. се установява в Ерланген, Германия, където преподава психотерапия в университета.
Умира на 28 септември 2003 година във Виена.

## Творчество
В литературните си творби Валтер Томан обрисува ирационалния живот на своите съвременници, за да разкрие механизмите на социалните им заблуди. По-значимите му произведения са:
- „Своенравната камера“ (1950, 1961) и „Световният театър на Бусе“ (1951) – прозаични сборници;
- „Народ от магарешки тръни“ (1955) – стихосбирка;
- „Селото с дракона“ (1959) – роман;
- „Благодатната зараза“ (1959) – сборник с разкази;
- „Семейни констелации“ (1965) – литературно-психоаналитично изследване;
- „Лечими отдалечения“ (1994) и „Повиквания за бърза помощ“ (1994) – клинично-белетристични творби.